# Pharyngite streptococcique
 Mise en garde médicale
La pharyngite streptococcique (ou angine à streptocoques) est une infection causée par le streptocoque du groupe A généralement aiguë et concernant l'arrière-gorge dans sa partie supérieure (pharynx). De par le risque d'évolution péjorative sévère (rhumatisme articulaire aigu, glomérulonéphrite, cardiopathies voire syndromes neurologiques), sa prise en charge se fait systématiquement par antibiothérapie,.
Dans sa forme chronique, elle se loge également dans les amygdales (on parle de tonsillite), obligeant parfois à en faire l'ablation chirurgicale (tonsillectomie).

## Sémiologie
Les symptômes communs incluent :
- fièvre
- mal de gorge
- amygdales gonflées généralement rouges, parfois cryptiques (présence de caséum à leur surface)
- ganglions lymphatiques gonflés dans le cou
- halitose inhabituelle[4]
- plus rarement des pétéchies sur le voile palatin (95% de spécificité aux infections à streptocoques du groupe A[5])

Un mal de tête et des nausées ou vomissements peuvent également se produire.

## Tests
Afin d'éviter la prescription indue d'antibiotique, de nombreux organismes de la santé (OMS, HAS, etc) recommandent ou obligent à tester la présence de Streptococcus pyogenes.
Il existe plusieurs méthodes de test :
- les tests antigéniques en kit : avantageusement rapides et faciles d'utilisation en cabinet médical, ces tests présentent une fiabilité et une sensibilité variables d'un fabricant à l'autre[6] (ex : Step A en France, Rapid Strep Test aux États-Unis, etc)
- la culture en laboratoire : méthode historique toujours en usage, bien que plus longue et plus coûteuse elle permet au besoin de réaliser un antibiogramme dans la foulée[7]
- la détection PCR : méthode la plus onéreuse, elle autorise une détection hautement spécifique (ex : gènes de virulence chez S. pyogenes[8], lever une ambiguïté diagnostique avec d'autres streptocoques[9], etc)

## Complications
Il existe deux types de complications : suppuratives et non suppuratives.

### Complications suppuratives
Parmi les troubles retrouvés :
- amygdalite, aussi appelée tonsillite
- abcès péritonsillaire
- cellulite péritonsillaire
- abcès rétropharyngé
- otite moyenne
- sinusite
- uvulite
- adénopathies cervivales
- méningites
- arthrite
- endocardite infectieuse
- ostéomyélite
- abcès hépatiques
- abcès cérébraux

### Complications non suppuratives
Parmi les troubles retrouvés :
- rhumatisme articulaire aigu
- glomérulonéphrite
- troubles auto-immuns
- chorée de Sydenham
- troubles neuropsychiatriques auto-immuns chez l'enfant associés à des streptocoques (PANDAS)

## Traitements
Antibiothérapie per os : 
- Amoxicilline ou céphalosporine de 2e ou 3e générations
- Érythromycine ou azithromycine en cas d 'allergie aux bêta-lactamines (moins de 5% de souches invasives étaient résistantes à l'érythromycine en 2019)

## Vaccins
Il n'existe pour l'instant aucun vaccin contre Streptococcus pyogenes mais des recherches sont en cours,.